# Test de Rivalta
 (décembre 2023).

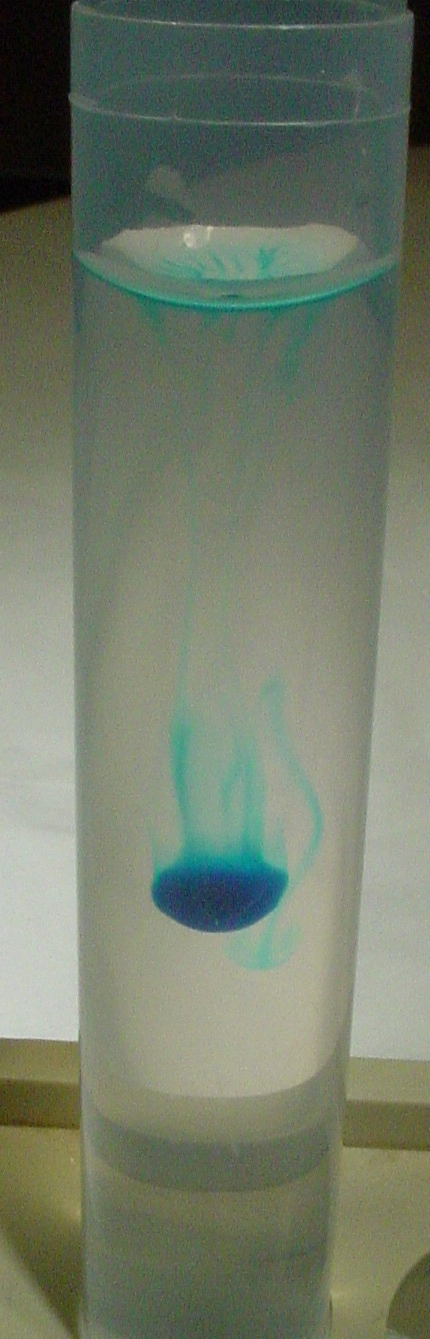
Test de Rivalta positif d'une FIP-Aspiration. Pour la visualisation, le fluide a été coloré au bleu de méthylène.

Le test Rivalta est une méthode simple et peu coûteuse qui peut être utilisée dans des contextes à ressources limitées pour différencier un transsudat d'un exsudat.

## Domaine
Certaines maladies peuvent provoquer une accumulation excessive de liquide dans des zones du corps telles que l'abdomen (ascite) ou l'espace pleural autour des poumons (épanchement pleural) ou l'espace péricardique autour du cœur. Une estimation de la concentration de protéines dans ces fluides peut affiner le diagnostic différentiel et aider le clinicien à établir un diagnostic. Par exemple, les accumulations de liquide dues à une insuffisance cardiaque congestive et à une insuffisance hépatique (cirrhose) ont généralement une teneur en protéines plus faible et sont appelées transsudats, tandis que les accumulations de liquide dues au cancer et à la tuberculose ont généralement une teneur en protéines plus élevée et sont appelées exsudats.

## Origine
Il s’agit d’une méthode simple et peu coûteuse qui ne nécessite pas d’équipement de laboratoire spécial et qui peut être facilement réalisée en cabinet privé. Le test a été initialement développé par le chercheur italien Rivalta vers 1900 et était utilisé pour différencier les transsudats et les exsudats chez les patients humains. Il est également utile chez le chat de différencier les épanchements dus à la péritonite infectieuse féline (PIF) des épanchements provoqués par d'autres maladies. Non seulement la teneur élevée en protéines, mais aussi des concentrations élevées de fibrinogène et de médiateurs inflammatoires conduisent à une réaction positive.

## Méthode
Un tube à essai est rempli d'eau distillée et d'acide acétique est ajouté. A ce mélange, on ajoute une goutte de l'épanchement à tester.
On interprète les résultats de cette façon :
- Si la goutte se dissipe, le test est négatif, indiquant un transsudat.
- Si la goutte précipite, le test est positif, indiquant un exsudat[3].

À l'aide d'une solution d'acide acétique pH 4,0, 8 types de protéines ont été identifiés dans les précipités troubles positifs à la réaction de Rivalta : la protéine C-réactive (CRP), alpha 1-antitrypsine (alpha1-AT), orosomucoïde (Alpha-1-glycoprotéine acide ou AGP), l'haptoglobine (Hp), la transferrine (Tf), la céruloplasmine (Cp), le fibrinogène (Fg) et l'hémopexine (Hpx). Puisqu'il s'agit de protéines de phase aiguë, un test de Rivalta positif peut suggérer une inflammation.

## Procédure
Pour effectuer ce test, un tube de réactif transparent (volume 10 ml) est rempli d'environ 7 à 8 ml d'eau distillée, à laquelle 1 goutte d'acide acétique (8 %, vinaigre blanc nature) est ajoutée et soigneusement mélangée. À la surface de cette solution, 1 goutte du liquide d'épanchement est soigneusement déposée. Si la goutte disparaît et que la solution reste limpide, le test de Rivalta est défini comme négatif. Si la goutte conserve sa forme, reste attachée à la surface ou flotte lentement jusqu'au fond du tube (ressemblant à une goutte ou à une méduse), le test de Rivalta est défini comme positif.
Le test de Rivalta avait une valeur prédictive positive élevée (86 %) et une valeur prédictive négative très élevée pour la PIF (96 %) dans une étude dans laquelle des chats présentant un épanchement ont été étudiés (prévalence de la PIF 51 %). Des résultats positifs au test Rivalta peuvent survenir chez les chats atteints de péritonite bactérienne ou de lymphome.